# Simtanský potok
Simtanský potok je pravostranný přítok řeky Sázavy v okrese Havlíčkův Brod v Kraji Vysočina. Délka toku činí 6,1 km. Plocha povodí měří 9,8 km².

## Průběh toku
Potok pramení v polích mezi Jilemníkem a Českou Bělou v nadmořské výšce okolo 535 m. Na horním toku teče jižním až jihovýchodním směrem. V pramenné oblasti je vodoteč zatrubněná až k okraji lesa, který se rozprostírá mezi Jilemníkem a Krátkou Vsí. Zde, v blízkosti několika stavení,  napájí soustavu malých rybníků a poté přijímá z levé strany bezejmenný přítok. Simtanský potok je v tomto úseku regulován. Mezi čtvrtým a pátým říčním kilometrem, západně od Krátké Vsi, zadržuje vody potoka bezejmenný rybník. Po několika dalších stech metrech od hráze rybníka podtéká silnici I/34 a přibírá zleva potok přitékající z Krátké Vsi a směřuje dále na jihovýchod. Zhruba na třetím říčním kilometru, pod ústím dalšího levostranného přítoku, se postupně obrací na jih až jihozápad. V této části povodí jsou svahy podél toku více zalesněné. Na dolním toku směřuje potok převážně na západ až jihozápad, protéká vesnicí Simtany, kde přibírá pravostranný přítok a podtéká silnici I/19. Nedaleko odtud se vlévá do řeky Sázavy na 172,4 říčním kilometru v nadmořské výšce okolo 425 m. 

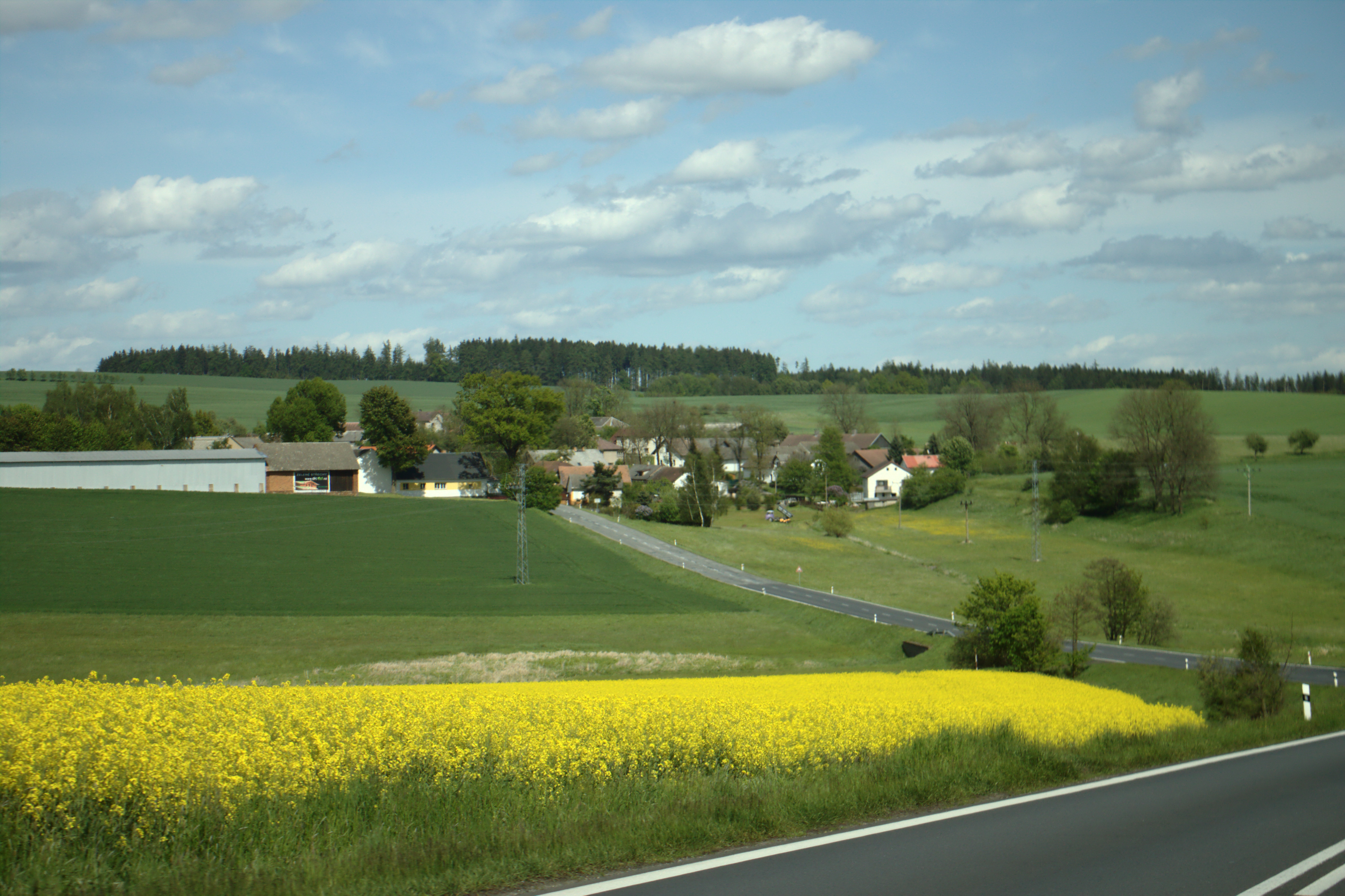
Pohled ze silnice I/34 na údolí potoka u Krátké Vsi
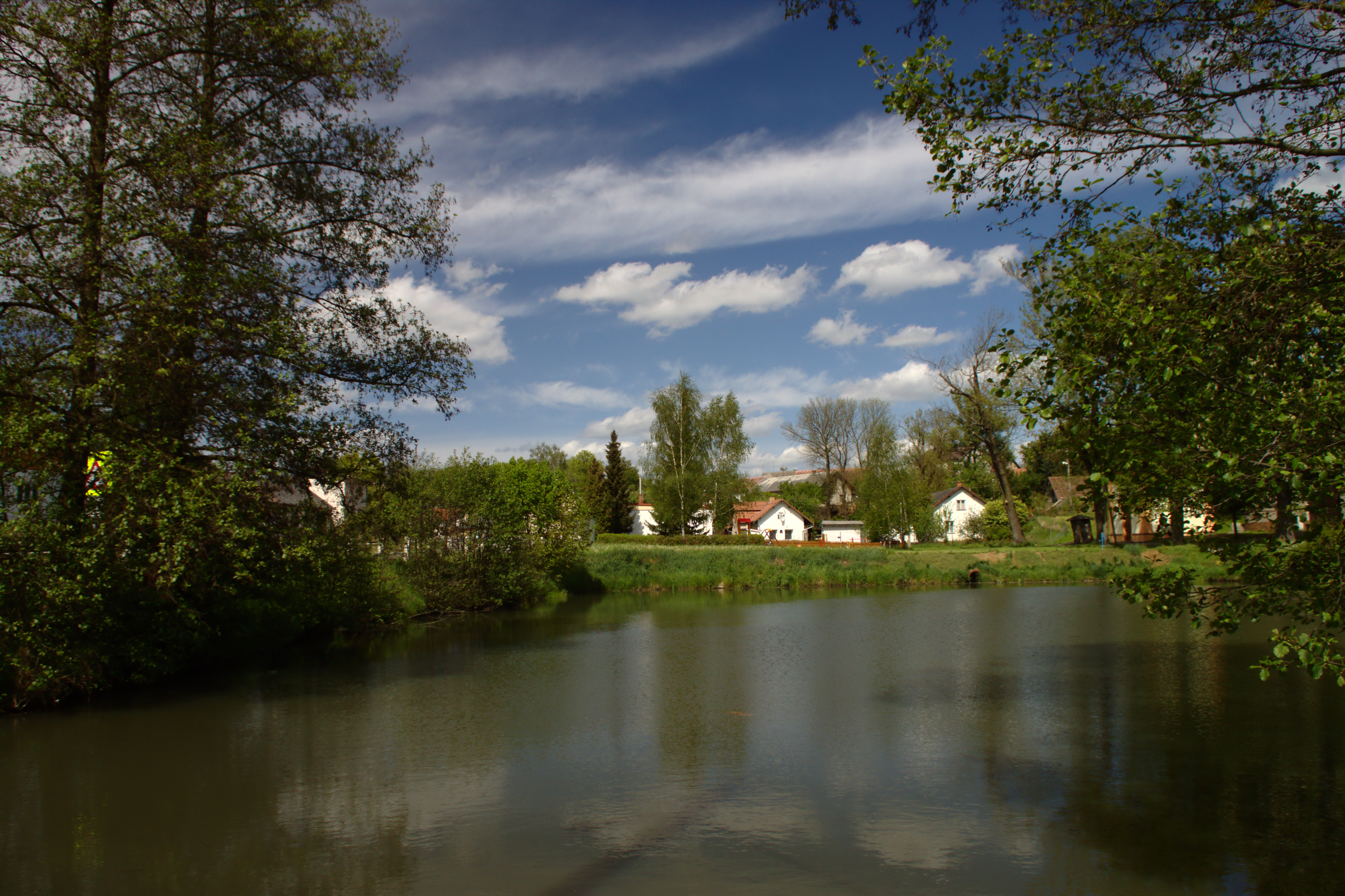
Rybník v Krátké Vsi na levostranném přítoku